# El Bohodón
El Bohodón es un municipio y localidad española de la provincia de Ávila, en la comunidad autónoma de Castilla y León. El término municipal, ubicado en la comarca de La Moraña, tiene una población de 110 habitantes (INE 2024). 

## Geografía
El término municipal se encuentra a una altitud de 884 m, y tiene una superficie de 22,09 km². La localidad se encuentra a unos 35 km de la capital provincial y a 17 km de Arévalo. 
Limita con los términos municipales de Tiñosillos, Pedro-Rodríguez, Cabizuela, San Pascual y Pajares de Adaja. La localidad se encuentra situada a una altitud de 883 m sobre el nivel del mar.
| Noroeste: Pedro-Rodríguez | Norte: Tiñosillos | Noreste: Tiñosillos    |
| Oeste: Cabizuela          |                   | Este: Pajares de Adaja |
| Suroeste: Cabizuela       | Sur: San Pascual  | Sureste: San Pascual   |

En el municipio, a 1,5 km del casco urbano, se encuentra el vértice geodésico 48134 con el nombre Cerro Llano, localizado sobre el depósito de agua del municipio, a 918,66 m de altitud. 
Dos ríos bañan los terrenos del municipio, por el este el río Adaja y por el oeste el río Arevalillo, afluente del anterior. El paisaje se caracteriza por tierras de cultivo, mayoritariamente de cereal, y por extensas superficies de pinares de los que se extraen grandes cantidades de resina.

## Historia
La historia de este municipio puede remontarse a finales del siglo XII, según documentos del Obispado de Ávila.
En el año 1504, el municipio fue testigo del cortejo fúnebre de la reina Isabel la Católica, que tras su muerte el 26 de noviembre de dicho año, en Medina del Campo, trascurrieron por sus tierras la comitiva fúnebre en su trayecto hacia Granada.
En cuanto a su arquitectura, La Moraña, es la cuna del arte mudéjar, caracterizado por los típicos ladrillos rojos tan representativos de este arte, muestra de los cuales se puede apreciar en diferentes edificios del municipio.
Cuenta la historia, que en el pueblo hubo un palacio, el cual estaba situado en la calle que actualmente conserva el nombre de Calle Palacio, y en la que al final de la misma, junto a la laguna, se encuentran unas ruinas que podrían pertenecer a una parte de este antiguo palacio. En la actualidad, estas ruinas son denominadas Las Torrebanas.

## Demografía
El Bohodón cuenta con una población de 110 habitantes (INE 2024).
| Gráfica de evolución demográfica de El Bohodón entre 1842 y 2021                                                                                                |
| |
| Población de derecho según los censos de población del INE. Población de hecho según los censos de población del INE.En este censo se denominaba Bohodon: 1842. |

## Símbolos
El escudo heráldico y la bandera que representan al municipio fueron aprobados el 22 de noviembre de 2001. El escudo se blasona de la siguiente manera:

Escudo tipo español, partido y cortado,1.º: En campo de oro seis roeles de azur (azul), puestos en dos palos. 2.º: En campo de azur, un pino en su color, terrazado en sinople (verde), acompañado de dos espigas de oro. 3.º: En campo de sinople, una laguna, con ondas de azur y plata. Timbrado con Corona Real, como es preceptivo en los escudos municipales.
Boletín Oficial de Castilla y León nº 27 de 7 de febrero de 2002

La descripción de la bandera es la siguiente:

Cortada en tres partes, sentido vertical. Dimensiones: Rectangular, un metro de vaina (sentido vertical), por dos metros de vuelo (sentido horizontal). Colores: Primera y tercera partición de azul, y la segunda de oro, en el centro, el escudo del Municipio.
Boletín Oficial de Castilla y León nº 29 de 11 de febrero de 1994

## Patrimonio
Iglesia de Nuestra Señora de la Asunción
Antes llamada Iglesia de Santa María la Mayor del Castillo. La Iglesia de esta villa, situada en la zona más elevada del pueblo, está reconstruida y decorada en el siglo XVIII.
La cruz de piedra de la puerta, se coloca en 1725. Seguramente utilizaron la que quedó al descubierto con el arreglo de la sacristía nueva, en cuya pared estaba incrustada, ya que la fecha que tiene inscrita la cruz grande no coincide, a no ser que utilizaran la peana de otra anterior.
Laguna de El Bohodón
En ella se pueden observar diferentes tipos de animales como patos y gansos, así como tortugas.

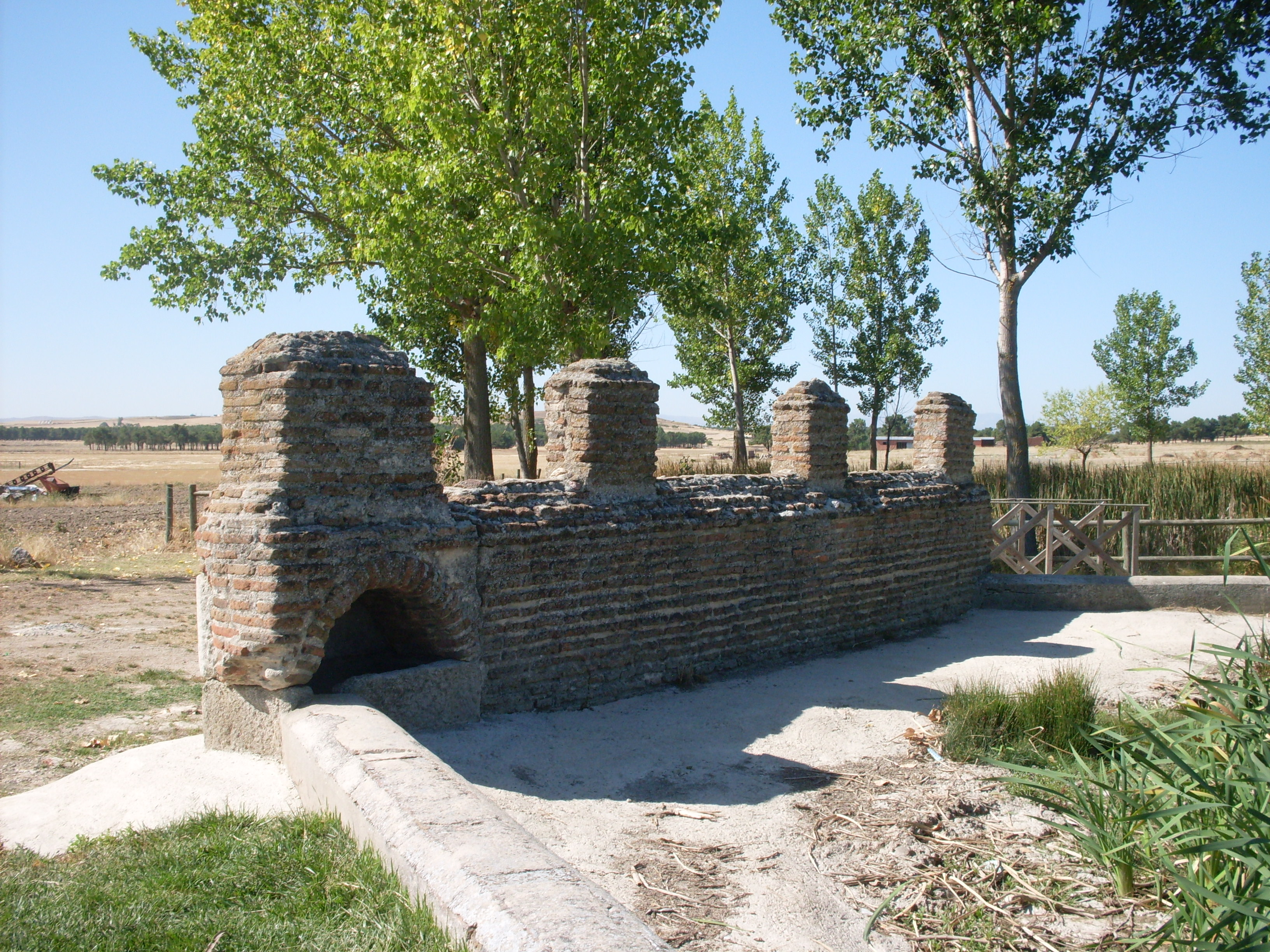
Las Torrebanas
Ruinas de lo que podría ser una parte de un antiguo palacio, dado que se ubican en la calle del Palacio. Son símbolo del pueblo y están situadas junto a la laguna.  
Camino de Santiago
El Camino de Santiago de Levante atraviesa el municipio como parte de la etapa entre Gotarrendura y Arévalo.

## Fiestas
San Antonio de Padua
Se celebra el 13 de junio, y antiguamente se trataba de la fiesta grande del pueblo. Aún hoy es la que más devoción despierta entre los vecinos
Esta fiesta ha perdurado en el tiempo prácticamente inalterada, de ella destacamos la tradicional puesta del pino por parte de los quintos, la subida de  los más pequeños a las andas del Santo, para que este les bendiga y el remate de banzos.
Nuestra Señora de la Asunción
Se celebra el 15 de agosto. Actualmente se podría denominar la fiesta grande del municipio, dado que al celebrarse coincidiendo con las vacaciones estivales, congrega a numeroso público.
Estas fiestas se caracterizan por la celebración de la procesión por las calles de pueblo, la organización de numerosas actividades en las que participan todos los vecinos, así como, los espectáculos de varias orquestas musicales durante las noches de fiesta.